# Conan III de Bretagne
Pour les articles homonymes, voir Conan de Bretagne.
Conan III dit le Gros, né en 1095–1096 et mort le 17 septembre 1148, fils d'Alain IV de Bretagne et d'Ermengarde d'Anjou, est comte de Rennes et duc de Bretagne de 1112 à 1148.

## Premières années
Conan III, dit le Gros, naît à la fin de 1095 ou au début de 1096.
Selon Orderic Vital, en mars 1113 lors de l'entrevue de l'Ormeteau-Ferré entre Louis VI le Gros et Henri Ier, duc de Normandie, le roi de France concède à son homologue « toute la Bretagne » c'est-à-dire la vassalité directe de la Bretagne. Alain IV de Bretagne princeps des Bretons devient « l'homme lige du roi des Anglais ». Conan le fils d'Alain IV de Bretagne est alors fiancé avec Mathilde FitzRoy, duchesse de Bretagne, une des filles illégitimes d'Henri Ier.
Si le premier acte de Conan III en qualité de duc de Bretagne de pleine exercice est de 1115, dès 1112 il intervient auprès de son père. Le 31 mars 1115 un privilège de l'évêque de Nantes en faveur de Marmoutier indique « regnantibus Alano et Conano ejus filio in Britannia ». Conan III peut de plus compter sur l'aide de sa mère, Ermengarde d'Anjou, femme de caractère respectée qui avait assuré la continuité du pouvoir ducal lorsqu'Alain IV était parti en croisade. L'union avec Mathilde intervient dans le courant de l'année 1118,.

## Relation avec la France et l'Angleterre
Bien qu'époux de Mathilde FitzRoy, fille illégitime d'Henri Ier, Conan III se montre un fidèle de Louis VI le Gros et il participe à deux expéditions royales en Auvergne en 1122 et 1126 pour défendre l'évêque de Clermont contre les violences du comte Guillaume VI d'Auvergne. Par contre son suzerain capétien ne veut rien entreprendre contre la Normandie. Cependant en août 1124, lorsque l'empereur Henri V voulant aider son beau-père Henri Ier d'Angleterre dans le conflit qui l'oppose à Louis VI le Gros, envahit la France et avance avec une puissante armée jusqu'à Reims. Conan III participe, face à la menace germanique, avec tous les autres grands vassaux du royaume de France à l'ost convoqué par Louis VI le Gros.
Le mariage en 1128 de Mathilde l'Emperesse, fille du roi d'Angleterre Henri Ier et veuve de l'empereur Henri V du Saint-Empire avec Geoffroy Plantagenêt entraîne un rapprochement entre l'Anjou et la Normandie très dangereux pour la Bretagne qui se voyait encerclée par deux principautés voisines jusqu'à présent rivales. Toutefois après la mort de son beau-père, le roi d'Angleterre en 1135, les luttes pour le pouvoir qui se déroulent en Angleterre et en Normandie assurent à Conan III une certaine tranquillité.

## Tentative de mise au pas des féodaux
Entre 1120 et 1125 deux seigneurs du comté nantais Olivier Ier baron de Ponchâteau et Savary vicomte de Donges sont devenus le fléau de la région entre la Loire et la Vilaine, allant même jusqu'à envahir la cité de Redon et à mettre les biens de l'abbaye Saint-Sauveur de Redon au pillage. Conan III mène une guerre sans pitié contre eux, confisque leurs terres et rase leurs châteaux. Ils doivent finalement se soumettre et assister, avec l'ensemble des barons du duc, à la consécration du maître autel de l'abbaye qu'ils avaient attaquée par Gérard, évêque d'Angoulème, le 23 octobre 1127.
Un autre conflit éclate dans le comté de Rennes entre le duc et André Ier de Vitré le baron de Vitré. En 1132 Conan III est le maître de la ville et en confie la garde à Goranton III fils d'Hervé II du lignage des « Goranton-Hervé » une famille de féodaux rivaux des « Robert-André », seigneurs de la ville. Ce n'est qu'en 1135 après la mort d'André Ier de Vitré que le duc rend la cité à son fils Robert II de Vitré, toutefois il entre aussi en conflit avec lui. Conan III rassemble sa troupe à Châteaugiron assiège et prend rapidement Vitré et en chasse Robert II, son épouse Emma et ses fils André et Robert. Robert II de Vitré se réfugie chez « son proche parent » Henri de Fougères, mais Conan III ordonne à ce dernier de la chasser. Robert se rend alors auprès de Juhel II de Mayenne. Conan III afin de rompre cette alliance donne sa fille Constance en mariage à Geoffroi le fils de Juhel II. Robert de Vitré toujours en quête d'alliés se réfugie chez Guy III de Laval son cousin germain car ils étaient tous deux nés de filles de Robert de Mortain. Conan menace le sire de Laval d'une guerre jusqu'à ce que ce dernier expulse son cousin qui aux abois s'en va à La Guerche-de-Bretagne dont le seigneur Guillaume II est le frère de son épouse Emma. Conan III mène alors son armée contre La Guerche mais pour ce faire il sollicite l'aide de Geoffroy V d'Anjou car il doit faire face à une coalition qui comprend outre Robert de Vitré, son fils Alain seigneur d'Acigné et Guillaume II de la Guerche, le sire de Mathefelon qui avait épousé Marquise la sœur de Robert et celui de Candé. Conan III est défait à la bataille du pont de Visseiche (près de Marcillé-Robert) au début de 1144 et Geoffroy d'Anjou rentre dans son comté sans combattre. Robert II recouvre Vitré  en décembre 1144 et se réconcilie finalement avec Conan III.
Conan III s'efforce donc de s'affirmer comme un prince territorial bien que son autorité s'exerce surtout dans ses domaines patrimoniaux du sud de la Bretagne. Les baronnies de la frontière comme La Guerche-de-Bretagne, la Domnonée, la vicomté de Léon les comtés de Trégor de Penthièvre et le Goëlo restent « de facto » à l'écart du pouvoir ducal.
Dans sa mise au pas de ses vassaux, il est amené à édicter quelques nouvelles lois pour le duché, comme celle supprimant le droit de bris approuvé en mars 1128 par les évêques lors du concile de Nantes ou celle limitant les droits seigneuriaux sur les héritages des roturiers morts sans héritiers directs. Ces réformes ont été rendues possibles notamment grâce au soutien sans faille de l'Église.

## Bienfaiteur de l'Église
Les donations aux institutions religieuses faites par Conan III concernent les abbayes bretonnes comme la fondation familiale de l'abbaye Sainte-Croix de Quimperlé (8 septembre 1146) ou Saint-Melaine de Rennes (1128) mais aussi de grandes abbayes des provinces voisines comme l'abbaye Saint-Nicolas d'Angers (vers 1129–1136) où il s'était rendu en pèlerinage en 1106–1110 avec son ami de jeunesse Robert II de Vitré ; Marmoutier (vers 1116–1142 et 1143–1146)  l'abbaye de la Sainte-Trinité de Tiron dans le diocèse de Chartres (entre novembre 1132 et septembre 1148), l'abbaye Saint-Florent de Saumur (1146) abbaye de Savigny (1148) dans l'actuel département de la Manche l'abbaye du Mont-Saint-Michel (vers 1112–1140).
Le duc Conan III se montre docile vis-à-vis du Saint-Siège. Ses parents et lui-même avaient donné à la puissante abbaye de Marmoutier quatre églises du diocèse de Nantes sur lesquelles l'évêque Brice de Nantes avait cédé ses droits à l'invitation du légat apostolique Gérard d'Angoulême en 1110. Le prélat se ravise et tente de récupérer ses églises. Il obtient du Pape la restitution des biens malgré les protestations de Conan III par le biais du Légat Geoffroy évêque de Préneste. Le vieil évêque de Nantes se rend à Rome plaider directement sa cause et le pape lui restitue ses quatre églises par la bulle pontificale du 22 avril 1135. Conan III se soumet et par une charte du 2 novembre 1135 il met l'évêque Brice en possession des églises Notre-Dame, Sainte-Croix, Saint-Saturnin et Saint-Aubin.
Conan III dont la mère est une proche de Bernard de Clairvaux est un aussi un bienfaiteur de l'ordre cistercien. Il favorise l'implantation en 1130 de l'abbaye de Bégard dite plus tard « le petit Citeaux de l'Armorique » et il est le fondateur de l'abbaye de Buzay avec sa mère en 1135 et le 30 juin 1136 de l'abbaye Notre-Dame de Langonnet. En 1144 Bernard qui avait nommé son frère Nivard comme prieur, doit intervenir personnellement auprès de Conan III pour l'obliger  à s'acquitter de ses promesses non tenues envers l'abbaye de Buzay. Enfin lorsque saint Bernard écrit à Conan III pour lui enjoindre de participer avec ses barons à la seconde croisade, qu'il prêche, ce dernier décline la demande du fait de son âge.

## Fin de règne et succession
Selon Pierre Le Baud en 1148, sur son lit de mort, Conan III désavoue Hoël III de Bretagne qui jusqu'alors était considéré par tous comme son fils légitime, au motif que ce dernier serait un bâtard. Il reconnaît alors son petit-fils Conan IV de Bretagne pour seul héritier sous la tutelle de Eudon II de Porhoët, le second époux de sa fille Berthe. Le refus d'Hoël III d'accepter cette mise à l'écart provoque une grave crise successorale.

## Union et descendance
De son mariage avec Mathilde FitzRoy naissent trois enfants :
1. Constance, épouse de Geoffroy III de Mayenne ;
2. Berthe de Bretagne, née après 1118, épouse vers 1137–1138 d'Alain le Noir, premier comte de Richmond, et qui épouse Eudon II de Porhoët en secondes noces en 1147 ;
3. Hoël III.